# 2011 UT410
2011 UT410, também escrito como 2011 UT410, é um objeto transnetuniano que está localizado no Cinturão de Kuiper, uma região do Sistema Solar. Este objeto é classificado como um plutino, pois, o mesmo está em uma ressonância orbital de 2:3 com o planeta Netuno. Ele possui uma magnitude absoluta de 5,8 e tem um diâmetro estimado de cerca de 304 km. O astrônomo Mike Brown lista este corpo celeste em sua página na internet como um candidato a possível planeta anão.

## Descoberta
2011 UT410 foi descoberto no dia 24 de outubro de 2011 pelo astrônomo M. Alexandersen.

## Órbita
A órbita de 2011 UT410 tem uma excentricidade de 0,180 e possui um semieixo maior de 39,485 UA. O seu periélio leva o mesmo a uma distância de 32,366 UA em relação ao Sol e seu afélio a 46,604 UA.